# Argiope flavipalpis
Argiope flavipalpis là một loài nhện trong họ Araneidae.
Loài này thuộc chi Argiope. Argiope flavipalpis được Hippolyte Lucas miêu tả năm 1858.